# Euhagena emphytiformis
Euhagena emphytiformis is een vlinder uit de familie wespvlinders (Sesiidae), onderfamilie Sesiinae.
Euhagena emphytiformis is voor het eerst wetenschappelijk beschreven door Walker in 1856. De soort komt voor in het Nearctisch gebieden het  Neotropisch gebied.